# Wonitsa
Wonitsa (gr. Βονιτσα) – miejscowość w Grecji, nad Zatoką Ambrakijską Morza Jońskiego, w administracji zdecentralizowanej Peloponez, Grecja Zachodnia i Wyspy Jońskie, w regionie Grecja Zachodnia, w jednostce regionalnej Etolia-Akarnania. Siedziba gminy Aktio-Wonitsa. W 2011 roku liczyła 4703 mieszkańców.
W latach 1800–1807 miasto wchodziło – jako jedna z trzech eksklaw na kontynencie – w skład Republiki Siedmiu Wysp.